# Loca People
Loca People, auch Loca People (La Gente Está Muy Loca) oder Loca People (What the F***!) ist ein Lied des spanischen Produzenten Sak Noel. Den weiblichen Gesang übernahm die niederländische Sängerin Esthera Sarita. Es wurde erstmals am 24. Juni 2011 unter dem Label Clipper’s Sound veröffentlicht und stieg direkt nach seiner Veröffentlichung auf Platz eins der britischen Charts. Für Sak Noel wurde es sein erster Nummer-eins-Hit in den britischen Charts. Loca People war der erste Nummer-eins-Hit eines spanischen Musikers im Vereinigten Königreich seit Heaven von DJ Sammy aus dem Jahr 2002. 

## Musikvideo
Das Musikvideo wurde von Roger Martin Solé und Sak Noel in Barcelona und im Nachtclub Millennium & Cosmic Club gedreht. Im Musikvideo sieht man Desirée Brihuega und Noel.   

## Rezeption
Loca People wurde mit gemischten Kritiken aufgenommen. Robert Copsey und Lewis Corner von Digital Spy gaben dem Lied nur einen von fünf Sternen. In Bezug zum Liedtext schrieben beide: „What the f**k?!“
Im Gegensatz dazu, lobte Samantha McCallum vom Maxumi Magazin das Lied und schrieb: „it will continue to carry the party on“. „It seems as though the purpose of the song is to become a party ritual,“ kommentierte McCallum. „If so, it works.“

## Charts und Chartplatzierungen
| ChartsChartplatzierungen     | Höchstplatzierung | Wochen |
| ---------------------------- | ----------------- | ------ |
| Deutschland (GfK)            | 4 (27 Wo.)        | 27     |
| Österreich (Ö3)              | 1 (26 Wo.)        | 26     |
| Schweiz (IFPI)               | 2 (27 Wo.)        | 27     |
| Spanien (Promusicae)         | 47 (1 Wo.)        | 1      |
| Vereinigtes Königreich (OCC) | 1 (11 Wo.)        | 11     |